# 바른손
바른손(Barunson, Co., Ltd.)은 게임, 영화, VR 등 문화콘텐츠 제작/투자를 통해 문화콘텐츠 회사를 표방하는 기업이다. 계열사가 제작한 영화 《기생충》의 주요 투자사로서 오스카 수상식 인터뷰에서 봉준호 감독의 감사의 말 중에 투자사들 가운데서 제일 앞에 언급된 바 있다. 기존에는 문방구, 외식업 등에 집중하였지만 사업을 정리하거나 별개법인으로 분리한 상태이다.

## 사업
- 콘텐츠사업(영화/게임/VR): 자체
- 영화제작: 폴룩스 (영화제작스튜디오, 공동대표 체제)
- 화장품: 졸스 (합병 중)

등의 분야에서 활동하고 있으며, 투자나 M&A도 실시하고 있다.
콘텐츠 제작 자체는 계열사인 바른손 E&A가 주도하고 있다.

## 역사
1985년 12월 27일, ㈜바른손 팬시를 설립하여 문구 사업으로 시작하였다. 1990년 12월 ㈜바른손 크리아트(Barunson Creart)를 흡수 합병하였다. 1994년 3월 코스닥에 등록했고, 6월에 ㈜바른손 카드(Barunson Card)와 ㈜바른손 팬시(Barunson Fancy)가 합병하면서 상호명을 ㈜바른손 (Barunson)으로 변경하였다.
이후 문구업에서 탈피하여 다각화를 모색한다. 2005년 3월, 바른손 엔터테인먼트(Barunson Entertainment) 사업부를 출범시켰으며, 5월에 ㈜튜브 매니지먼트(Tube Management)를, 9월에는 ㈜아이 픽쳐스(I Pictures)를 인수하여 바른손 필름을 출범시켰다. 바른손 필름은 4년 뒤인 2009년에 시오 필름과 합병하기도 했다.
2006년, 게임 개발 유통업체 ㈜아레아 인터렉티브와 모바일 게임 회사 거피 게임즈를 인수하였고, 중국 상하이에 현지 법인을 설립하였다. 2008년 5월에는 대표이사가 문양권으로 교체되었다.
자회사 바른손 필름을 통해서 영화《헨젤과 그레텔》(2007년작), 《좋은 놈, 나쁜 놈, 이상한 놈》(2008년작)과 《마더》(2009년작)를 제작하였다.
2010년 초엔 자회사 바른손 게임즈가 오리온그룹의 자회사인 롸이즈온이 소유하고 있던 외식업체 베니건스 한국 지사를 인수하였고 이후 롸이즈온도 바른손이 인수하였다. 2010년 3월에 서초구 방배동에서 일산동구 장항동으로 본사를 이전하였다.
2014년 3월 팬시사업부문을 물적 분할한 후, 지분 양도로 인하여 팬시사업부문은 연결대상종속회사에서 제외되었다. 이로 인해 현재의 바른손은 문구 사업과는 관련이 없게 되었다.
2015년 바른식감, 몬테리아 등 외식브랜드 출범 및 F&B사업에 주력
2016년 베니건스 등 외식사업부 철수/축소, 영화제작스튜디오 폴룩스를 인수
2017년 16년에 시작한 VR사업을 본격적으로 확대하고 부산국제영화제 VR섹션을 담당하게 됨
2018년 블록체인산업 진출
2019년 JOLSE 인수 결정을 내리고 화장품 산업으로 진출을 진행

### 바른손 드라마 제작 및 외주제작
2016년 KBS 2TV 수목 미니시리즈 태양의 후예 KBS 드라마본부 제작

## 테마주
문재인 후보와의 연관성으로 대표적인 정치테마주로 관련이슈시 주가가 급상승한 경우들이 있다. 그러나 대선 테마주의 유행이 지나가자 다시 주가는 제자리로 돌아왔다.
2015년에는 가격제한폭 확대로 동전주들이 동전주 테마를 이루며 일제히 급상승하자 동반 강세를 보이기도 했다
2016년부터 시작된 자체 VR매장과 주요통신사업자를 대상으로한 VR게임/영화 콘텐츠 제작/배급사업으로 인하여 VR테마주로 평가되며 MBC VR다큐멘터리 '너를 만났다' 방영 후 주가가 상승한 바 있다. (2017년 부산국제영화제 VR섹션에 문재인 대통령이 방문하여 위의 테마와 겹치기도 하였다.)
2020년 2월 10일 <기생충>의 오스카 4관왕 수상시 상한가, 그 전의 칸 영화제 황금종려상 수상시 강세 등으로 영화 <기생충> 관련 테마주로도 인식된다. 재무제표 주석상에도 배당이 있는 것으로 확인된다.